# Базилика
Бази́лика (греч. βασιλική — «дом базилевса, царский дом») — тип строения прямоугольного плана. В развитой форме христианская базилика обычно состоит из нечётного числа (1, 3 или 5) различных по высоте нефов. В многонефной базилике нефы разделены продольными рядами колонн или столбов, с самостоятельными покрытиями. Центральный неф — обычно более широкий и больший по высоте, освещается с помощью окон второго яруса. В случае отсутствия окон во втором ярусе центрального нефа строение относится к типу псевдобазилика, являющемуся разновидностью зального храма. Среди других типов базиликальных построек выделяется купольная базилика с куполом (обычно на барабане), возведённым над средокрестием, образующимся от пересечения нефа и трансепта.
Со временем термин «базилика» приобрёл широкое значение, выходящее за границы обозначения собственно планировочного типа здания. Базиликами стали называть наиболее значимые римско-католические храмы вне зависимости от их архитектурного решения. О религиозном значении термина см. базилика (титул). «Базиликальным разрезом» в теории архитектуры именуется чертёж поперечного разреза здания, раскрывающий соотношение разновысоких нефов, устройство опор, перекрытия и окон. «Базиликальным типом освещения» — расположение окон в верхней части центрального нефа, над кровлями боковых нефов.

## Древнеримские базилики
В Древней Греции местом, где заседал архонт-басилевс (выборная должность «главного правителя»), мог быть любой дом и даже городская площадь (агора) либо крытая галерея — стоа, в этом случае она называлась Царская стоа (греч. Στοα βασιλική). В Афинах царская стоа (или галерея правителя), в которой заседал архонт, была разделена рядами колонн на три части, средняя из которых заканчивалась полукругом (греч. άψίς). Такая планировка стала прототипом римских базилик. После завоевания Греции Римом и падения Коринфа в 146 г. до н. э. римляне стали строить в греческих городах специальные, удлинённые в плане здания с возвышением в апсиде, где стоял трон архонта-басилевса.
Наиболее ранние римские базилики, обычно располагаемые на форумах, прямоугольные в плане, не имели нефов и даже апсиды. Некоторые были надстроены вторым этажом или окружены колоннадой наподобие перистиля. Самые ранние примеры: базилика Порция (184 г. до н. э.) и базилика Эмилия (179 г. до н. э.). При Цезаре было начато строительство базилики Юлия (54—46 гг. до н. э.), завершённое при Августе. Функции базилики, где устраивали трибуналы (возвышения для консулов и преторов, вершивших гражданский суд), выполняла Курия Юлия (ныне на Римском форуме находится реконструкция 1932—1937 годов). Перед трибуналом находился алтарь для жертвоприношений. В Курии Юлия заседали авгуры и сенаторы. В подобных общественных зданиях проводили судебные процессы, решали финансовые вопросы, торговали. В базиликах укрывались от непогоды.
Строительство по типу базилики велось и в других городах Италии и в римских провинциях. Так, в 120 г. до н. э. была воздвигнута монументальная базилика в Помпеях. Она сильно пострадала при землетрясении в 62 году и к моменту извержения Везувия (в 79 году) так и не была восстановлена. Это самая старая базилика, руины которой сохранились до наших дней.
В IV веке базилика, до этого занимавшая в античном зодчестве довольно скромное место, становится излюбленным типом константиновской архитектуры. Ранние базилики были перекрыты плоской кровлей с открытым или «подшивным» деревянным потолком. Отлично сохранившийся пример — Aula Palatina в Трире (310). Первой базиликой, перекрытой каменным сводом, считается колоссальная базилика Максенция на Римском форуме (306—312 гг.).

## Раннехристианские базилики
Наиболее ранние церковные здания историкам архитектуры не удаётся связать с каким-либо определённым типом постройки. Первые христиане собирались в римских домах, в перистилях и атриумах. Поэтому устойчивым является предположение о происхождении здания христианской церкви (лат. domus ecclesiae) не от римских базилик, а от молитвенных дворов, окружённых стенами или колоннадой, как это было принято в эллинистической Сирии и Палестине, и лишь позднее перекрываемых кровлями. Другим источником происхождения церковных зданий являются кубикулы — молитвенные помещения в христианских катакомбах и в жилых домах. Ещё один источник — зал для аудиенций в римских императорских дворцах.
Позднее, здания, специально построенные для христианских богослужений, соответствовали типу римской базилики, ибо тот не имел стойких ассоциаций с язычеством. Тип базилики — наиболее распространённый тип христианского храма IV—VI веков и основной тип пространственной композиции продольных христианских храмов в последующие века.
Само название базилики, по наблюдению Евсевия Кесарийского, созвучно с именем Веселеила — искусного библейско-ветхозаветного строителя Скинии — первого израильского переносного храма, а также Ковчега Завета и священной утвари (Исх. 31:1—11; 36—39), резчика по металлу, камню и дереву, мастера лепки различных фигур, отделки и оправки драгоценных камней, пошива особых тканей и священных одежд священников.
После издания Миланского эдикта в 313 году, ознаменовавшего прекращение гонений на христиан, началось массовое возведение церквей в Риме и за его пределами. При этом базиликальный тип постройки продолжал противопоставляться традиционному типу языческого храма. Прямоугольный план ориентировали по сторонам света: ранние базилики были обращены по античной традиции алтарём на запад, главный вход открывался на восток, навстречу восходящему солнцу. Только позднее, после Крестовых походов, алтарную апсиду стали ориентировать на восток, в сторону Иерусалима, а ранее построенные здания «поворачивали». С функциональной точки зрения базиликальная постройка отличалась большой вместительностью, с символической — напоминала своей протяжённостью ноев ковчег (см. неф).
В отличие от своих языческих предшественников, раннехристианские зодчие акцентировали удлинённый план базилики от апсиды на востоке до входа (нартекса) на западе. Осевую композицию подчёркивали параллельные ряды колонн между нефами, над которыми надстраивали арки. Потолки со временем стали делать не подшивными, а с открытыми кессонами деревянных балок, украшая их резьбой и росписью.
В Восточной Римской империи до VII века господствовал тип базилики в три или пять нефов с расположенными на одной оси нартексом, экзонартексом и атрием. Такие храмы были не так сильно вытянуты, как в Риме, и часто обстраивались с трёх сторон галереями. Примером может служить пятинефная базилика Святого Димитрия в Салониках (V век).

## Дальнейшая эволюция
Со времени Юстиниана в византийской архитектуре начинает преобладать идея купола и купольной базилики, проявившаяся уже в константинопольской базилике Святой Ирины (ок. 530 г.). В качестве основного типа византийского храма утвердилась компактная постройка с центрическим планом: крестово-купольный храм, или храм типа вписанного креста, храм «на четырёх колоннах» средокрестия, а также зальные церкви. Именно такие композиционные схемы получили дальнейшее развитие в архитектуре итальянского Возрождения и барокко. Однако отдельные постройки базиликального типа продолжали строить в Византии вплоть до падения империи в середине XV века.
На Западе Европы базилика продолжала оставаться базовым типом храма и в Средние века. В каролингских базиликах на смену колоннам пришли столбы (пилоны) прямоугольного сечения, были выделены трансепт и контрапсиды, а над средокрестием стали возводить световые башни — тибуриумы. По мере того, как над базиликами всё чаще надстраивали башни, как над стредокрестием, так и на восточной и западной (вестверк) оконечностях храма, вместо былой протяжённости зодчие стали ценить вертикальную устремлённость храмов.
Это переосмысление эстетических установок получило дальнейшее развитие в романских и готических соборах. Для базилик XI—XII веков характерно членение протяжённого внутреннего пространства на ряд компартиментов. В районе Рейна распространился тип романской базилики с двумя хорами, на востоке и западе, причём вход располагался с южной стороны через боковой неф.
Возвращение к идее древней базилики проповедовали некоторые зодчие-эклектики XIX века; примером может служить базилика Святого Мартина в Туре. В США наиболее точным приближением к римской базилике считается Немецкая церковь в пенсильванском городке Маккиспорт, освящённая в 1888 году. На территории России нет ни одного базиликального храма классического типа.